# پیمان جمعه نیک
پیمان جمعه نیک یا پیمان بلفاست بین طرف‌های درگیر در ایرلند شمالی، یعنی پروتستان‌های طرفدار بریتانیا و کاتولیک‌های جمهوری‌خواه ایرلند با میانجی‌گری بریتانیا در روز جمعه ۱۰ آوریل ۱۹۹۸ بسته شد.
این پیمان را کاتولیک‌ها «توافق جمعه نیک» می‌نامند و پروتستان‌ها به آن «توافق بلفاست» می‌گویند. گروه نخست، این پیمان را راهی به سوی استقلال می‌دانند و گروه دوم آن را سندی برای اتحاد با بریتانیا می‌شمارند.
تا پیش از پیمان جمعه نیک، درگیری فرقه‌ای بین دو گروه موسوم به «مصائب» جان بیش از ۳۶۰۰ تن را ظرف ۳۰ سال گرفته بود.

## مفاد
بر پایه این پیمان، دولت جدیدی برای ایرلند شمالی شکل گرفت که شامل ملی‌گرایان و اتحادگرایان می‌شد. دولت مرکزی بریتانیا به این دولت، کنترل حوزه‌های کلیدی مانند بهداشت و آموزش را داد. این فرایند به عنوان قدرت‌سپاری (تفویض اختیارات) شناخته می‌شود. همچنین پارلمان جدیدی شکل گرفت که ستاد آن در استورمونت بلفاست قرار دارد. این توافق همچنین حقوق مردم را فارغ از باورها به رسمیت می‌شناسد.
این پیمان می‌گوید:
ایرلند شمالی بخشی از بریتانیا است و این می‌تواند تنها از طریق یک همه‌پرسی تغییر کند (اگر اکثر مردم ایرلند شمالی بخواهند). افرادی که در ایرلند شمالی زاده شده‌اند می‌توانند ملیت ایرلندی یا بریتانیایی یا هر دو را داشته باشند.

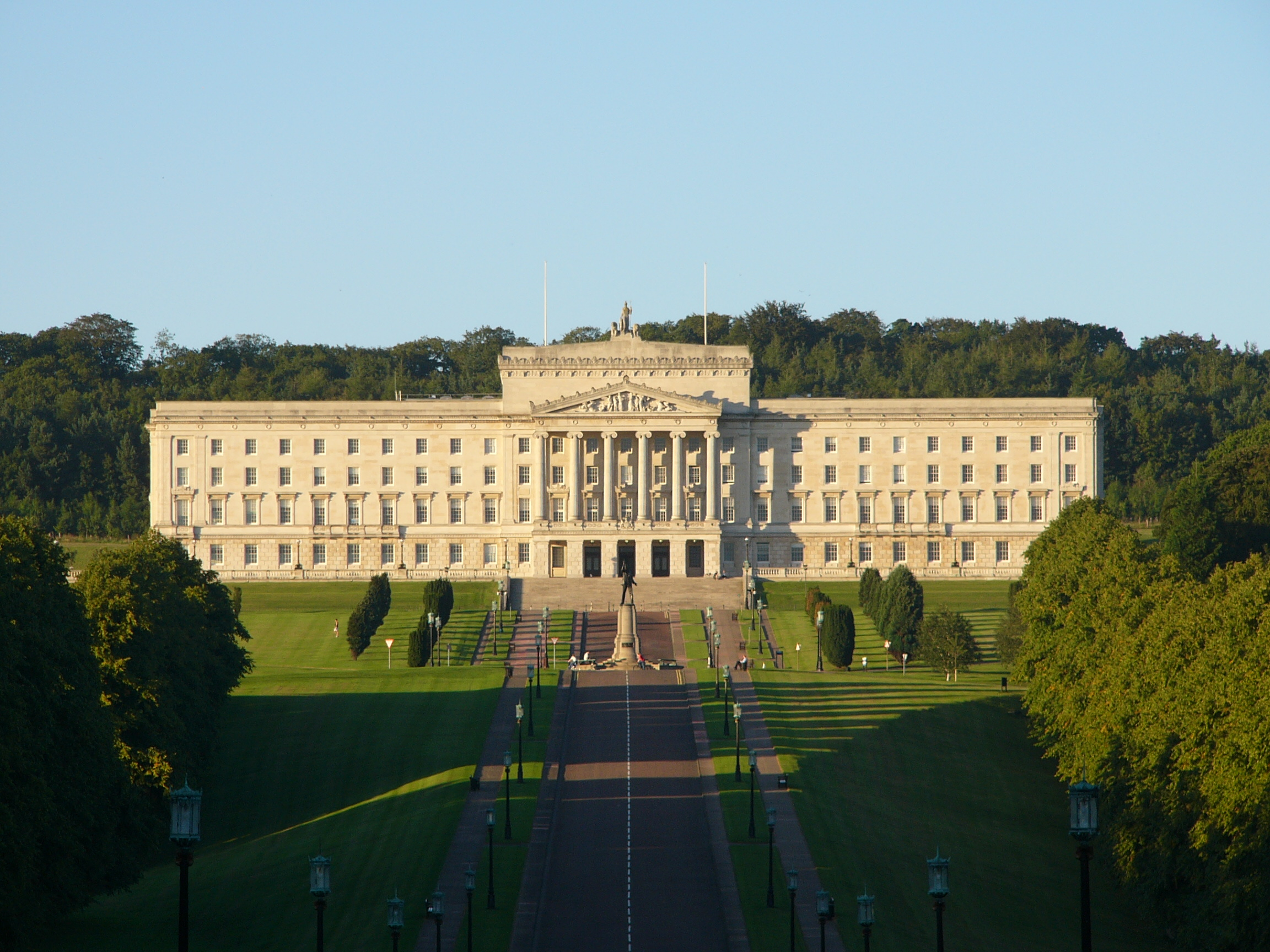
ساختمان پارلمان ایرلند شمالی در استورمونت بلفاست

به عنوان بخشی از این توافق گروه‌های مسلح ایرلند موافقت کردند که سلاح‌های خود را کنار بگذارند و افرادی که در خشونت دست داشتند از زندان آزاد شدند. دولت بریتانیا موافقت کرد که دنبال «توافقات امنیتی عادی» باشد و از حضور نظامی خود در ایرلند بکاهد.

## تضاد با مفاد برگزیت
پس از برگزیت، ایرلند شمالی تنها بخشی از بریتانیا شد که با یکی از کشورهای اتحادیه اروپا (جمهوری ایرلند) مرز زمینی دارد. اگرچه کالاهای جابجا بین بازارهای بریتانیا و اتحادیه اروپا باید بررسی شوند اما هر دو طرف توافق کردند که این اتفاق نباید در مرز ایرلند رخ دهد تا از پیمان جمعه نیک محافظت شود.
زیرا ترس از این وجود دارد که در صورت ایجاد پست‌های بازرسی تازه، همکاری فرامرزی تهدید شود. اگرچه توافقنامه بین بریتانیا و اتحادیه اروپا به‌طور مشخص به مرز اشاره نمی‌کند اما به حذف همه تأسیسات و تجهیزات امنیتی اشاره کرده است.

## پیامدهای پیمان
با وجود این پیمان، وی‍ژگی‌های جدایی میان ایرلندی‌ها باقی است. پروتستان‌ها که در استان‌های شمالی ایرلند موسوم به ایالت «السته» ساکن هستند، رسوم خویش را دارند و بیشتر کاتولیک‌هایی که در استان‌های جنوبی زندگی می‌کنند نگاهی متفاوت به زندگی سیاسی دارند.